# Wu Ming
Wu Ming Foundation, més conegut com a Wu Ming, és un col·lectiu d'escriptors italians provinent de la secció bolonyesa del Projecte Luther Blissett (1994-1999), i que es va fer famós amb la novel·la Q.
A diferència del pseudònim obert «Luther Blissett», «Wu Ming» es refereix a un grup específic de persones, actives i presents en l'escena cultural des de gener de 2000. El grup és l'autor de nombroses novel·les, traduïdes i publicades en diversos països. El 2008 el mateix grup va descriure part de la seva producció com a pertanyent a un conjunt d'obres que proposava anomenar New Italian Epic.

## Origen del nom
En xinès, «wu ming» pot significar «anònim» (xinès simplificat: 无名; xinès tradicional: 無名; pinyin: wúmíng) o, amb un to diferent a la primera síl·laba, «cinc persones» (xinès: 五名; pinyin: wǔ míng), un doble sentit que forma part de la raó per la qual el col·lectiu va adoptar aquest nom. El nom triat tant homenatja als dissidents («Wu Ming» és una signatura comuna entre els ciutadans xinesos que exigeixen democràcia i llibertat d'expressió) com rebutja la màquina de fer famosos que converteix l'autor en una estrella. «Wu Ming» és també una referència a la tercera frase del Daodejing: «L'origen sense nom del Cel i la Terra» (xinès simplificat: 无名天地之始; xinès tradicional: 無名天地之始; pinyin: wúmíng tiāndì zhī shǐ), a més a més de voler dir «no ho entenc» en cantonès.

## Membres i personatges públics

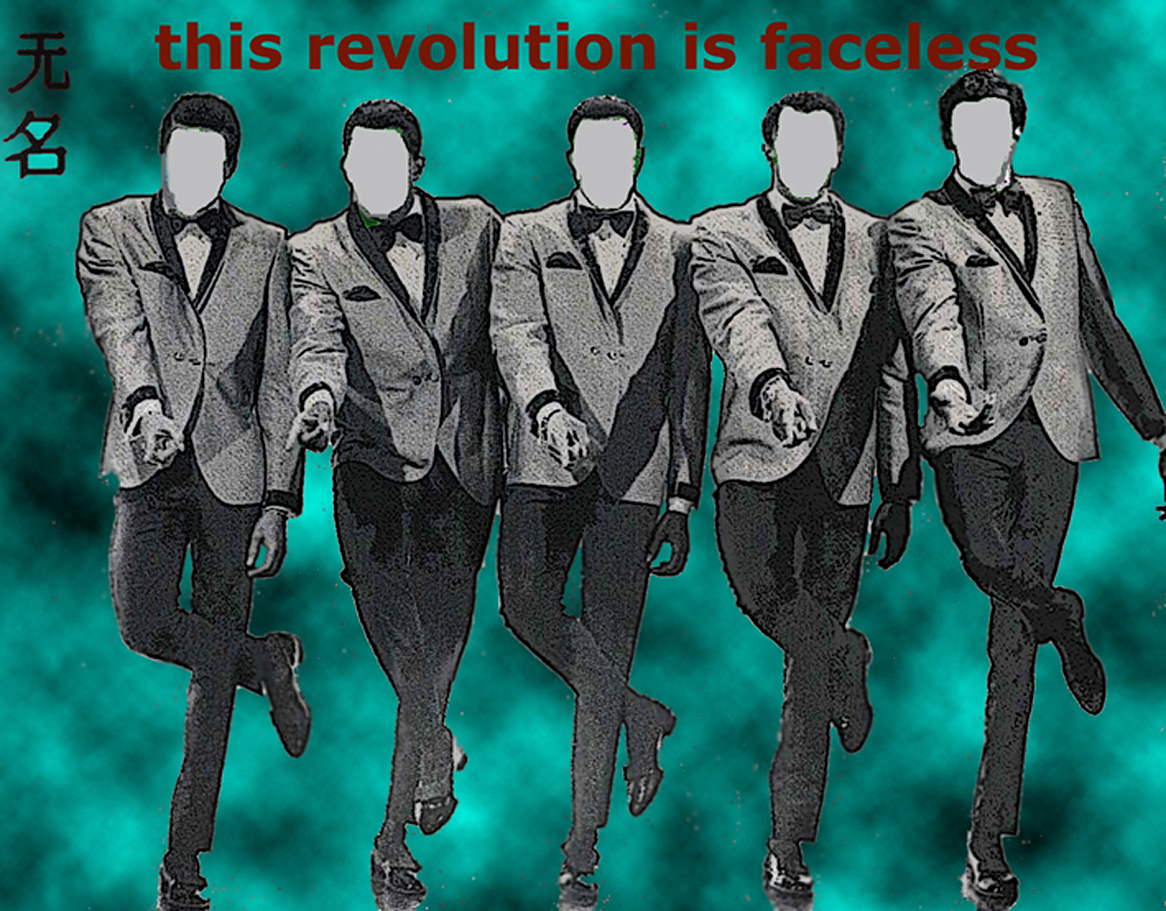
Imatge usada pel grup com a retrat oficial entre 2001 i 2008, quan el quintet esdevingué quartet. Des del 14 de gener de 2009, la imatge és absent del web oficial.

Els membres de Wu Ming convencionalment són coneguts com a «Wu Ming 1», «Wu Ming 2», «Wu Ming 3», «Wu Ming 4» i «Wu Ming 5». No obstant això, els noms reals no són secrets:
- Roberto Bui (Wu Ming 1)
- Giovanni Cattabriga (Wu Ming 2)
- Luca Di Meo (Wu Ming 3)
- Federico Guglielmi (Wu Ming 4)[4]
- Riccardo Pedrini (Wu Ming 5)

El 16 de setembre de 2008, el col·lectiu va anunciar la sortida del grup de Luca Di Meo, que s'havia produït en el transcurs de la primavera anterior. Anys més tard, l'estiu de 2015, va ser Riccardo Pedrini qui va abandonar el grup.
Els cinc autors de Wu Ming realitzaren llargues gires per a presentar els seus llibres (que descriuen com a «gairebé gratefuldeadesques») i apareixen sovint en públic. Tot i així, rebutgen ser fotografiats o enregistrats en vídeo pels mitjans de comunicació. Al lloc web oficial del col·lectiu Wu Ming va exposar la postura del grup en una entrevista de l'any 2007:
| « | Una vegada que l'escriptor es converteix en una cara (pública) s'inicia un remolí caníbal: aquest rostre apareix pertot arreu, gairebé sempre de manera inoportuna. Una foto és testimoni de la meva absència; és un estandart de distància i solitud. La foto em paralitza, congela la meva vida en un instant, em nega la possibilitat de transformar-me en alguna cosa diferent. Esdevinc un "personatge", un pedaç per omplir a correcuita el forat d'una pàgina, un instrument que amplifica la banalitat. Pel contrari, la meva veu, els seus matisos, les seves cadències, la seva decisió imprecisa, la seva tonalitat, el ritme i la pausa, els títols, és el testimoni d'una presència fins i tot quan no hi soc; m'apropa a les persones i no em nega la meva capacitat de transformació perquè és una presència dinàmica, viva, tremolosa si bé sembla immòbil. | » |

Al lloc web oficial de Wu Ming, el col·lectiu negà els rumors que els acusaven d'haver colpejat a un fotoperiodista:
| « | Les dates i els llocs varien, però el nucli de les diferents versions segueix essent el mateix. Bé, mai no va succeir, però és veritat que, com Auda Abu Tayi a Lawrence d'Arabia o King Kong a la famosa escena dels flaixos, no ens agrada ser fotografiats. Ni tant sols anem a la tele. Som tímids. | » |

## Altres activitats
Wu Ming 1 és traductor de diverses novel·les d'Elmore Leonard. Ha traduït Cat Chaser, Freaky Deaky, Tishomingo Blues i Mr Paradise, i escriví un assaig sobre com convertir la prosa de Leonard a l'italià. L'assaig fou publicat en el catàleg de 2006 del Courmayeur Noir in Festival, en el qual Leonard fou guardonat amb el premi Raymond Chandler. Wu Ming 1 també traduí una novel·la de Walter Mosley, Little Scarlet. L'any 2010 esdevingué el traductor a l'italià dels llibres de Stephen King.
Wu Ming 2 escrigué l'obra teatral Razza Partigiana l'any 2013; també participà a l'escenari, amb suport musical de Paul Pieretto, Federico Oppi «Settlefish» i Egle Sommacal «Massimo Volume». La trama narra la història de Giorgio Marincola, un partisà de la Segona Guerra Mundial, un italià de pell fosca que és fill de mare somali i pare italià, nascut l'any 1923 prop de Mogadiscio.
Wu Ming 5 fou guitarrista al grup de música Nabat, una de les primeres bandes de culte d'oi! a Itàlia a inicis de la dècada de 1980. El grup es dissolgué l'any 1987 però es juntaren de nou a principis de la dècada del 1990 per a tornar a dissoldre's l'any 1998. Nabat es reuní de nou l'any 2010 per a realitzar una gira de retorn, amb Wu Ming 5 encara a la guitarra, «dividint esforços a dues bandes [Wu Ming i Nabat]», tal com bromejà en una entrevista de ràdio.

## Obra publicada
El grup publicà diverses novel·les i llibres de no-ficció tant en paper com en digital, publicats sota la llicència de Creative Commons, i disponibles per a descarregar al seu lloc web oficial. Només Altai, Cantamapes, L'invisible arreu i Proletkult s'han traduït al català, tot i que la majoria dels seus llibres estan disponibles en altres llengües.

### Ficció escrita pel col·lectiu
- Q (originalment escrita com a Luther Blissett, 1999)
- Asce di guerra (amb Vitaliano Ravagli, 2000)
- 54 (2002)
- Manituana (2007)
- Previsioni del tempo (2008)
- Altai (2009, traduït al català d'Altai)[15]
- Anatra all'arancia meccanica (col·lecció d'històries curtes, 2011)
- L'armata dei sonnambuli (2014)
- Cantamapes (2015, traduït al català de Cantalamappa)[16]
- L'invisible arreu (2015, traduït al català de L'invisibile ovunque)[17]
- Il ritorno di Cantalamappa (2017)
- Proletkult (2018)[18]

### Ficció en solitari
- Havana Glam (per Wu Ming 5, 2001)
- Guerra agli umani (per Wu Ming 2, 2004)
- New Thing (per Wu Ming 1, 2004)
- Free Karma Food (per Wu Ming 5, 2006)
- Stella del mattino (per Wu Ming 4, 2008)
- Pontiac. Storia di una rivolta (per Wu Ming 2, llibre + cd, 2010)
- Basta uno sparo (per Wu Ming 2, llibre + cd, 2010)

### No-ficció
- Esta revolución no tiene rostro (2002, una antologia espanyola d'articles i històries curtes)
- Giap! (2003, una antologia d'assaigs, articles, converses per correu electrònic i històries curtes)
- Grand River [Un viaggio] (2008)
- New Italian Epic (2009, una col·lecció d'assaigs de literatura)
- Il sentiero degli dei (per Wu Ming 2, 2010)
- L'eroe imperfetto. (per Wu Ming 4, 2010)
- Thomas Munster: Sermon to the Princes (2010). Preguntes sobre el perquè la reforma de Muntzer inspirà a radicals durant gairebé 500 anys. Part de la sèrie "Revolutions".
- No Promise This Trip Will Be Short: 25 Years of No Tav Struggle (2016)

### Llibres en coautoria d'algun dels membres
- Timira (amb Antar Mohamed, 2012)
- Point Lenana (amb Roberto Santachiara, 2013)